# 科里·克劳德
乔纳森·科里·克劳德（英語：Jonathan Corey Crowder，1969年4月13日—），美国NBA联盟前职业篮球运动员。